# Nghi binh

Quân G (xanh lục) đánh nghi binh quân C (màu cam) tại điểm đóng C1.

Nghi binh là hoạt động lừa dối trong quân sự, gây lầm lẫn về địa điểm tấn công, dẫn đến quyết định sai về hướng tiến quân của quân bị tấn công. Khi các lực lượng viện binh dồn đến điểm nghi binh, quân tấn công sẽ tấn công vào nơi khác vốn dĩ là mục tiêu chính yếu đã chọn.

## Nghi binh chiến thuật

### Tấn công nghi binh
Một cuộc tấn công nghi binh sẽ được tiến hành để thúc đẩy quân thù tiến hành hoạt động phòng thủ đối với các điểm bị tấn công. Nó thường được sử dụng như một sự chuyển hướng để buộc kẻ thù phải tập trung nhiều nhân lực hơn trong một khu vực nhất định, từ đó làm suy yếu lực lượng họ ở một khu vực khác.
- Trận Khe Sanh năm 1968.
- Trong Chiến dịch Tây Nguyên năm 1975, Quân đội Nhân dân Việt Nam tấn công nghi binh ở Pleiku trong khi mục tiêu tấn công thật sự là Buôn Ma Thuột.[3]

### Rút lui nghi binh
Một cuộc rút lui nghi binh (Giả vờ rút lui) được thực hiện sau một thời gian ngắn chiến đấu với quân thù, sau đó rút lui. Nó được thiết kế để khiến kẻ thù đuổi theo vào một điểm phục kích đã chuẩn bị trước, hoặc gây ra sự hỗn loạn. Một số ví dụ:
Nghi binh trên bộ:
- Trận Hastings, quân Saxons theo đuổi kỵ binh Norman và bị đánh bại.
- Trận Kizaki, tháng 6 năm 1572, lực lượng của Shimazu Yoshihiro đánh bại quân đội lớn hơn của Ito Yoshisuke.

Nghi binh thủy chiến:
- Các trận Bạch Đằng.[4][5][6]
- Trận Rạch Gầm-Xoài Mút.[7]

## Nghi binh chiến lược
Hoạt động nghi binh chiến lược nhằm thăm dò khả năng phản ứng quân sự toàn diện của nước thù địch hoặc đồng minh của họ.
Một số ví dụ là Chiến dịch Đường 14 - Phước Long được tiến hành bởi Quân đội Nhân dân Việt Nam trong cuối năm 1974. Trận nghi binh này thăm dò khả năng phản ứng của không quân và khả năng phản ứng quân sự toàn diện của Quân đội Mỹ. Khi không có hoạt động phản ứng lại cuộc tấn công này, QĐNDVN bắt đầu cuộc tổng tấn công trong năm 1975, dẫn đến sự sụp đổ của Việt Nam Cộng hòa.